# Minibiotus diversus
Espèce
Minibiotus diversus est une espèce de tardigrades de la famille des Macrobiotidae.

## Distribution
Cette espèce est endémique de Roumanie.

## Publication originale
- Ciobanu, Roszkowska & Kaczmarek, 2015 : Two new tardigrade species from Romania (Eutardigrada: Milnesiidae, Macrobiotidae), with some remarks on secondary sex characters in Milnesium dornensis sp. nov. Zootaxa, no 3941(4), p. 542–564.